# Jackpott
För andra betydelser, se Jackpott (olika betydelser).

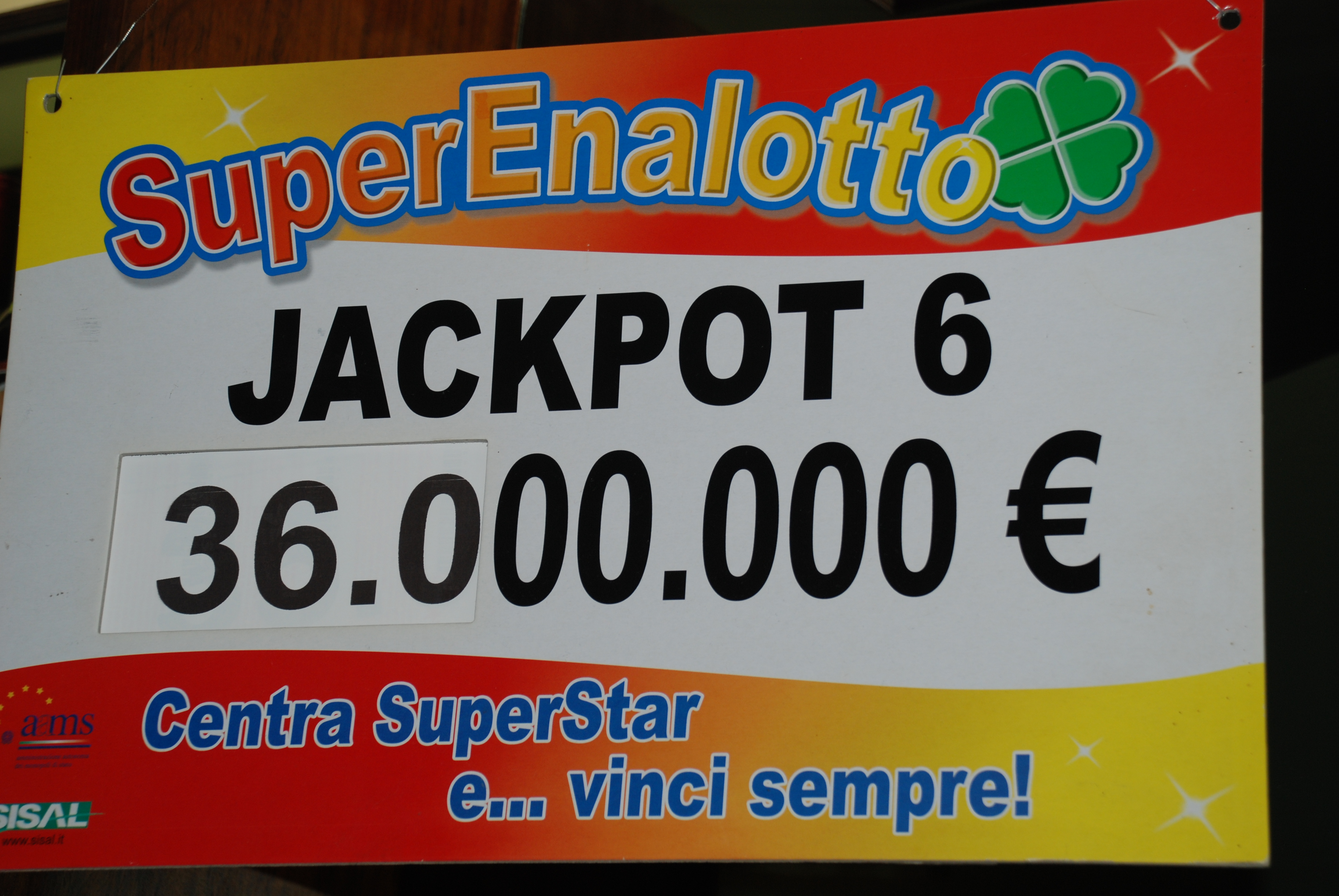
En rejäl jackpott på ett lottospel.

Med jackpott avses den högsta vinsten i vissa kasinospel, exempelvis enarmade banditer.
Jackpott kan även syfta på en högvinst inom exempelvis lotto, måltipset och V75 som är högre än i normala fall. Detta beror på att ingen vunnit högvinsten föregående spelomgång och att icke utbetalda vinstsummor flyttats från föregående omgång och räknats samman med den ordinarie högvinsten. Vinner ingen jackpotten läggs den till kommande omgångs högvinst och på så sätt stiger summan på jackpotten för varje spelomgång tills någon lyckas vinna den.

## Progressiv jackpott på spelautomater

Jackpott på en enarmad bandit illustreras.

Med progressiv jackpott på spelautomat menas en jackpott som inte har ett fast värde utan kontinuerligt växer i takt med att människor spelar på maskinen. Numera går det inte bara att hitta spelautomater med progressiv jackpott utan även videopokermaskiner och bordsspel såsom Blackjack och Caribbean stud poker kan erbjuda progressiv jackpott. Progressiva jackpottar förekommer både på och utanför internet. Det finns flera sajter på nätet som har progressiva jackpottar som är knutna till flera olika länder och kan därför bli ännu större. Dessa jackpottar brukar vara inom kategorierna bingo, enarmade banditer och videopoker.
År 2013 sattes världsrekord enligt Guiness World Records i den största progressiva eurovinsten på 17,8 miljoner i spelautomaten Mega Fortune hos spelbolaget Paf.

## Typer av progressiv jackpott

### Enskild progressiv jackpott
En enskild progressiv jackpott gäller en viss specifik spelautomat och är inte länkad till några andra. Det är alltså endast de pengar som satsas på den enskilda maskinen som används för att fylla på den progressiva jackpotten, och den progressiva jackpotten kan endast betalas ut av just denna maskin. Enskilda progressiva jackpotter brukar normalt vara betydligt lägre än de som bildas när flera spelautomater fyller på en gemensam progressiv jackpott.   

### In-house progressiv jackpott
På kasinon är det vanligt att många spelautomater är ihopkopplade och tillsammans bidrar till en progressiv jackpott. Om samma företag äger flera kasinon kan det dessutom hända att de låter koppla samman slotmaskiner från mer än ett kasino. Denna typ av jackpott är normalt större än en enskild progressiv jackpott och kan betalas ut av samtliga maskiner i nätverket.  

### Omfattande nätverk för progressiv jackpott
När många olika kasinon låter koppla samman spelautomater för att tillsammans bidra till en progressiv jackpott är det vanligt att jackpotten är riktigt hög redan från start. Ofta ägs och drivs dessa maskiner av oberoende aktörer som låter de kasinon som ansluter sig få en viss andel av de inkomster som spelautomaterna genererar. Det är omöjligt att förutsäga vilken av alla anslutna maskiner som kommer att betala ut den progressiva jackpotten. Den progressiva jackpotten kan snabbt växa sig riktigt stor eftersom så många maskiner bidrar, men generellt sett erbjuder slotmaskiner som ingår i omfattande nätverk för progressiv jackpott en låg utbetalningsgrad jämfört med spelautomater som är enskilda eller in-house. På internet lanserades det första spelet med en progressiv jackpott redan 1998, genom Microgamings spelautomat Splash Cash.

### Kvalifikationskrav och vinst
Det är vanligt att en spelare måste spela för maxinsatsen för att kvalificera sig för den progressiva jackpotten eller göra en separat jackpottsatsning i samband med sin vanliga satsning. Vissa spelautomater betalar ut den progressiva jackpotten när en spelare får en viss vinnande symbolkombination, medan den progressiva jackpotten på andra maskiner är helt frikopplad från de symboler som visas och kan falla ut även under en spelomgång som inte ger någon vanlig vinst.